# Alejandro Lembo
Daniel Alejandro Lembo Betancor (født 15. februar 1978) er en uruguayansk tidligere fodboldspiller (midterforsvarer).
Lembo spillede gennem sin karriere 38 kampe for det uruguayanske landshold, hvori han scorede to mål. Han debuterede for holdet 17. juni 1999 i en venskabskamp mod Paraguay. Han var en del af den uruguayanske trup til VM 2002 i Sydkorea/Japan, og spillede to af holdets kampe i turneringen, der endte med exit efter det indledende gruppespil.
På klubplan spillede Lembo blandt andet for Nacional og Danubio i hjemlandet, Real Betis i Spanien samt græske Aris FC. Han vandt tre gange det uruguayanske mesterskab med Nacional, mens det med Real Betis blev til triumf i pokalturneringen Copa del Rey i 2005.

## Titler
Primera División Uruguaya
- 2001, 2002 og 2011 med Nacional

Copa del Rey
- 2005 med Real Betis